# Linia kolejowa 142 Zbehy – Radošina
Linia kolejowa nr 142 Zbehy – Radošina – linia kolejowa na Słowacji o długości 25 km, łącząca Zbehy z miejscowością Radošina. Jest to linia jednotorowa oraz niezelektryfikowana.